# Mulakuatollen
Mulakuatollen är en atoll i Maldiverna.  Den ligger i den södra delen av landet,  mellan 110 och 160 kilometer söder om huvudstaden Malé. Den täcker samma område som den administrativa atollen Meem.
Den består av 33 öar, varav åtta är bebodda: Dhiggaru, Kolhufushi, Maduvvari, Mulah, Muli, Naalaafushi, Raiymandhoo och Veyvah.
Tropiskt monsunklimat råder i trakten. Årsmedeltemperaturen i trakten är 26 °C. Den varmaste månaden är april, då medeltemperaturen är 28 °C, och den kallaste är oktober, med 25 °C. Genomsnittlig årsnederbörd är 2 202 millimeter. Den regnigaste månaden är maj, med i genomsnitt 338 mm nederbörd, och den torraste är januari, med 38 mm nederbörd.